# Спартак (регбийный клуб, Москва)
«Спартак» Москва — российский регбийный клуб, основанный в 1936 году. С сезона 2018 выступает в чемпионате Москвы по регби.

## Достижения
Чемпионат СССР
- Вице-чемпион (2): 1938, 1939

Чемпионат Москвы
- Чемпион (3): 1969, 2023, 2024
- Серебряный призёр (3): 1938, 1939, 1971
- Бронзовый призёр (3): 1947, 1964, 1970

Кубок Москвы
- Обладатель (3): 1961, 1962, 1965

## История
Регбийный клуб «Спартак» основан в 1936 году. В первых чемпионатах СССР по регби клуб дважды становился серебряным призером. В 1960 году регбийный клуб возрождается, вместе с возобновлением интереса к регби в СССР. Команда регулярно участвовала в чемпионате СССР по регби. В 1990-е клуб прекратил своё существование. В 2000-е годы «спартаковское» регби начинает возрождаться: вначале в регбилиг, а в 2008 году Дуглас Кавтелашвили и Мамука Лосаберидзе основывают клуб «Спартак-ГМ», который сразу заявляется в чемпионат России по регби. В сезоне 2010 года команда выступала в Суперлиге чемпионата России. Команда была расформирована в 2014 году в связи с отсутствием финансирования. 
Новая история Регбийного клуба «Спартак» Москва началась в 2017 году. Команда возрождена болельщиками. Основная дисциплина — классическое Регби-15. С 2018 года выступает в третьем дивизионе Чемпионата Москвы по Регби-15.
В сезоне-2022/23 принял участие в турнире Высшей лиги.

## Выступления по годам

### Первая эпоха регби
- 1938 — 2 место из 8 на Чемпионате СССР; ? место из 6 на чемпионате Москвы
- 1939 — 2 место из 5 на Чемпионате СССР
- 1947 — ?? место из 4 на чемпионате Москвы

### Возрождение регби
- 1961 — взял Кубок Москвы; ?? место из ?? на Чемпионате Москвы
- 1962 — взял Кубок Москвы; ?? место из ?? на Чемпионате Москвы
- 1963 — 4 место из 6 на ВЦСПС
- 1964 — 3 место из 8 на Чемпионате Москвы
- 1965 — 2 место из 8 на ВЦСПС; взял Кубок Москвы
- 1966
- 1967 — 3 место из 8 на ВЦСПС; ?? место из ?? на Чемпионате Москвы
- 1968
- 1969 — 4 место из 16
- 1970 — 5 место из 8 в группе «А»
- 1971 — 7 место из 8 в группе «А»
- 1972 — 7 место из 8 в группе «А»
- 1973 — 5 место из 8 в группе «А»
- 1974 — 5 место из 8 в группе «А»
- 1975 — 7 место из 10
- 1976 — 10 место из 10 (вылетел)
- 1977 — 2 место из 12 в Первой лиге (вышел)
- 1978 — 14 место из 14 (переходный турнир, вылетел)
- 1979 — 17 место из 22 (Первая лига)
- 1980 — 13 место из 14 (переходный турнир), вышел
- 1981 — 14 место из 16 (переходный турнир), вылетел
- 1982 — 14 место из 16 (переходный турнир)
- 1983 — 13 место из 16 (переходный турнир)
- 1984 — 11 место из 16 (переходный турнир), вышел
- 1985 — 16 место из 16 (переходный турнир), вылетел
- 1986 — 15 место из 16 (переходный турнир)
- 1987 — ? место из 12 в Первой лиге
- 1988 — 12 место из 16 (переходный турнир), вышел
- 1989 — 16 место из 16 (переходный турнир), снялся по ходу турнира
- 1990 — 10 место из 10 в Первой лиге
- 1991 — 8 место из 9 в Первой лиге

### Спартак-GM
- 2008 — 11 место из 14 (Высшая лига)
- 2009 — 7 место из 10 (Высшая лига)
- 2010 — 7 место из 8
- 2011 — 6 место из 8
- 2012 — 5 место из 10[2]
- 2013 — 9 место из 10

### Спартак Москва
- 2018 - Чемпионат Москвы по [Регби-15], 3й дивизион - 4 место
- 2019 - Чемпионат Москвы по [Регби-15], 2й дивизион - 4 место
- 2020 - Чемпионат Москвы по [Регби-15], 2й дивизион - 6 место
- 2021 - Регбийная Любительская Лига по [Регби-15] - 2 место

## Известные игроки
- Павел Гришин
- Виктор Корочкин-Левицкий
- Егор Скороваров

## Тренеры
- Коликов, Александр Георгиевич
- Чернышев, Сергей Александрович (2017—н.в.)
- Игрецов, Андрей Сергеевич (2017—н.в.)